# Дов (озеро)
Озеро Дов (англ. Dove Lake) — озеро, расположенное на севере Центральной возвышенности острова Тасмания (Австралия). Озеро находится на высоте 934 м. Площадь озера — 0,86 км².
Озеро Дов расположено в северной части Национального парка Крейдл-Маунтин — Лейк-Сент-Клэр. Этот парк является частью территории, называемой «Дикая природа Тасмании» (англ. Tasmanian Wilderness), являющейся объектом Всемирного наследия ЮНЕСКО.

## География

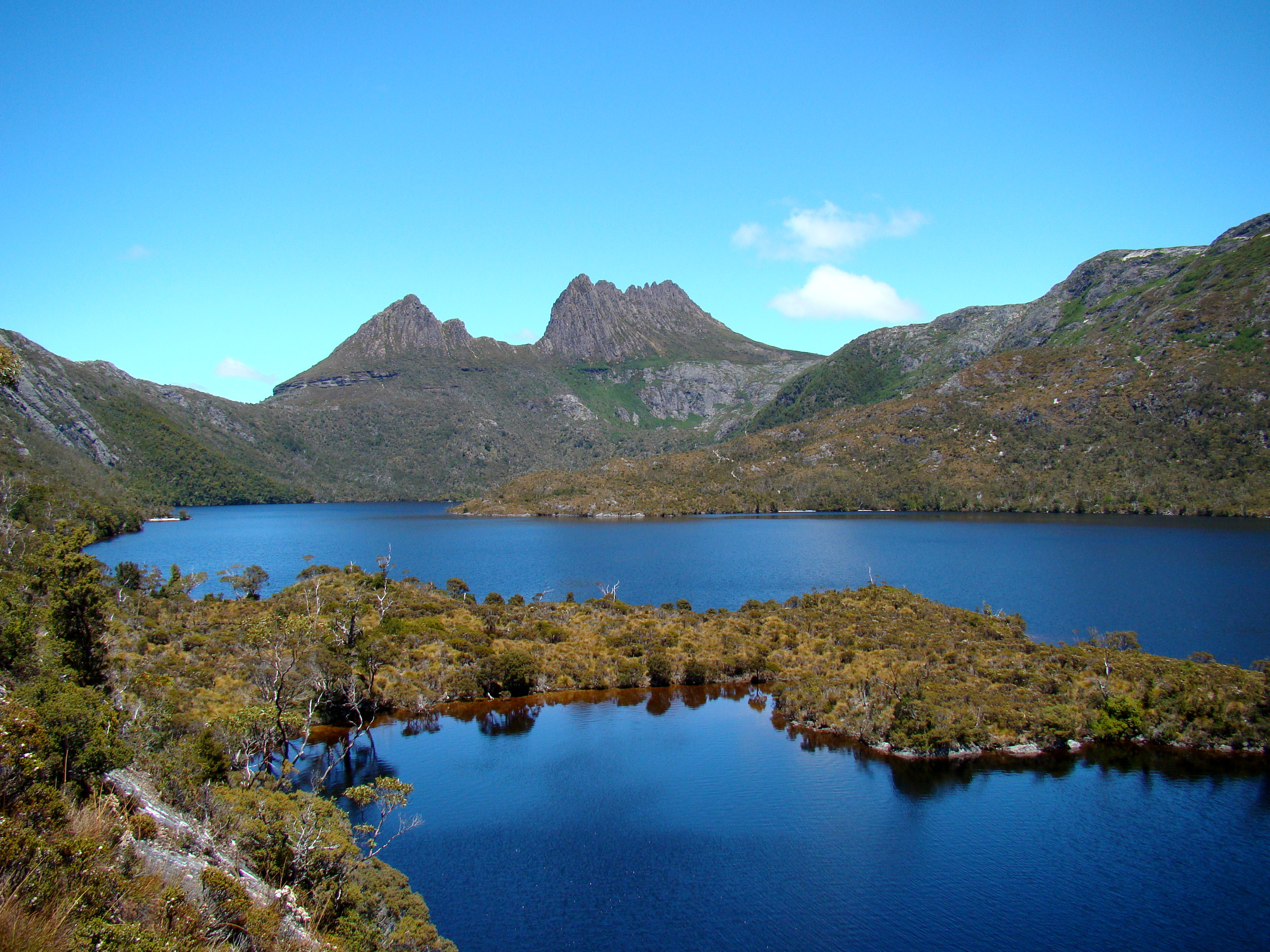
Озеро Дов и гора Крейдл

Озеро Дов вытянуто с севера на юг. К северной оконечности озера подходит автомобильная дорога, соединяющая его с городами северного побережья Тасмании. У южной оконечности озера Дов находится известная гора Крейдл. Немного южнее неё находятся другие известные горы Тасмании — Осса, Пелион-Уэст, Барн-Блафф и другие.
У южной оконечности озера находится группа небольших островов Хонимун (Honeymoon Islands). Недалеко от озера Дов есть несколько более мелких горных озёр — Кратер (Crater Lake, высота 1035 м), Хансон (Lake Hanson, высота 1001 м), Уилкс (Lake Wilks, высота 1052 м), Лилла (Lake Lilla, высота 922 м) и другие.
Из озера (у его северной оконечности) вытекает река с одноимённым названием — Дов (Dove River), которая течёт сначала на север, а затем сворачивает на восток и впадает в реку Форт (River Forth), текущую в северном направлении и впадающую в Бассов пролив.

## Туристские маршруты

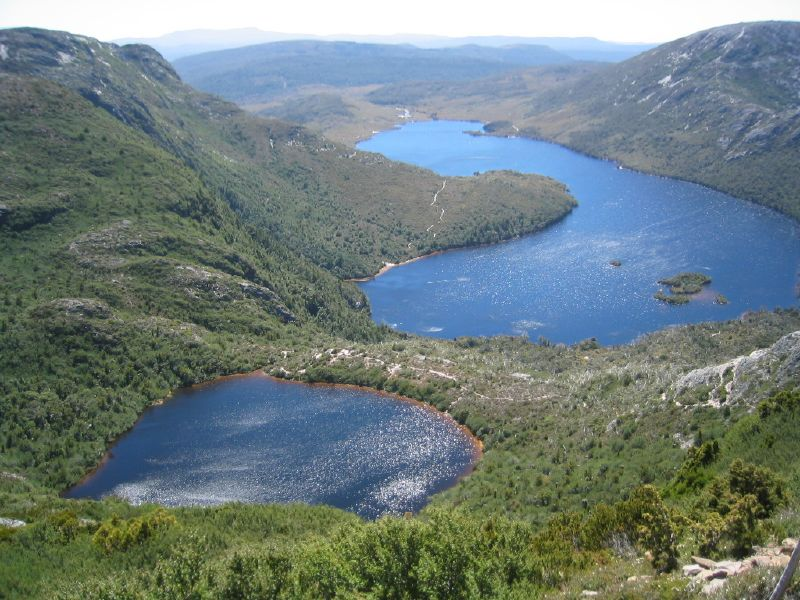
Вид на озеро Дов со склона горы Крейдл (на переднем плане слева — озеро Уилкс)

На расстоянии 8 км на север от озера Дов находится центр для посетителей парка (Cradle Mountain Visitors Centre), к которому прибывают автобусы из городов Лонсестон и Девонпорт, а также туристические рейсы. Между центром для посетителей и автомобильной стоянкой у озера Дов, которая расположена рядом с ручьём Ронни (англ. Ronny Creek), курсирует челночный автобус.
В окрестностях озера Дов и соседней горы Крейдл имеется много однодневных пешеходных маршрутов. Одним из наиболее популярных маршрутов является петля вокруг озера Дов (Dove Lake Circuit). Протяжённость этого маршрута — 5,7 км, и его прохождение занимает около 2 часов.
Кроме этого, у озера Дов и горы Крейдл находится северное окончание одного из самых популярных в Австралии пеших туристских маршрутов — многодневного маршрута Overland Track длиной около 70 км, южное окончание которого находится у озера Сент-Клэр.

## Рыбная ловля
Озеро Дов также представляет интерес для рыболовов — в нём водится кумжа (brown trout). Рыболовный сезон начинается в августе и кончается в апреле.

## Фотогалерея

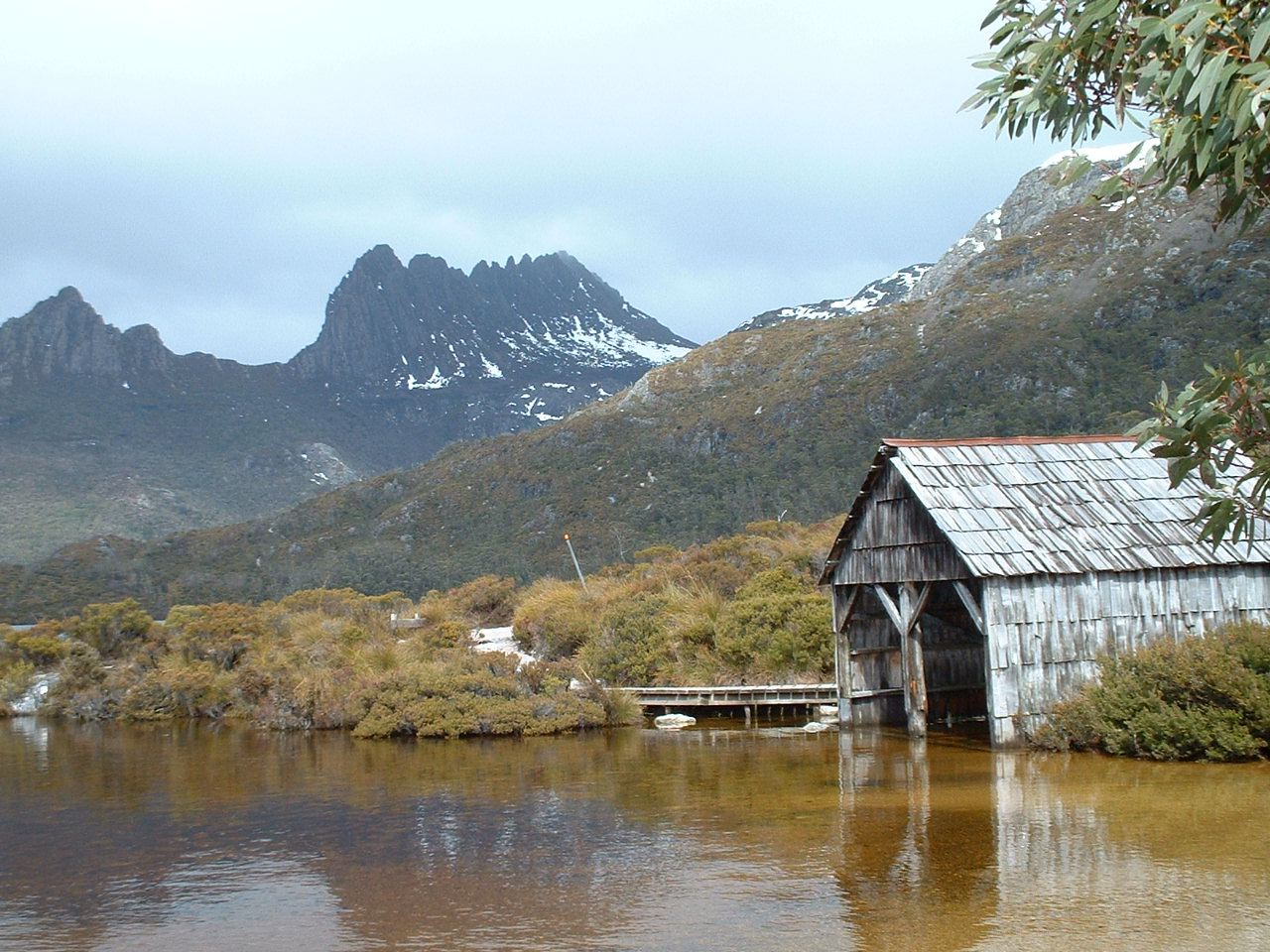
Старая лодочная станция у озера Дов
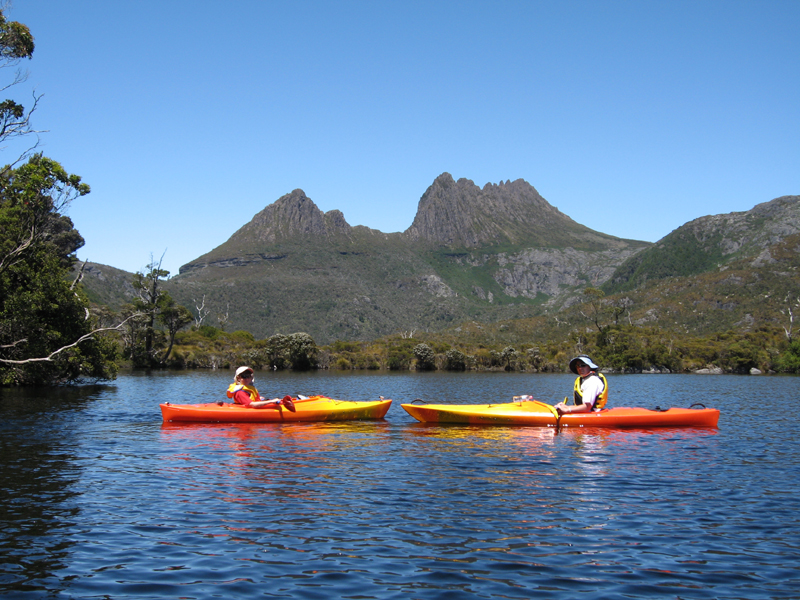
Байдарки на озере Дов
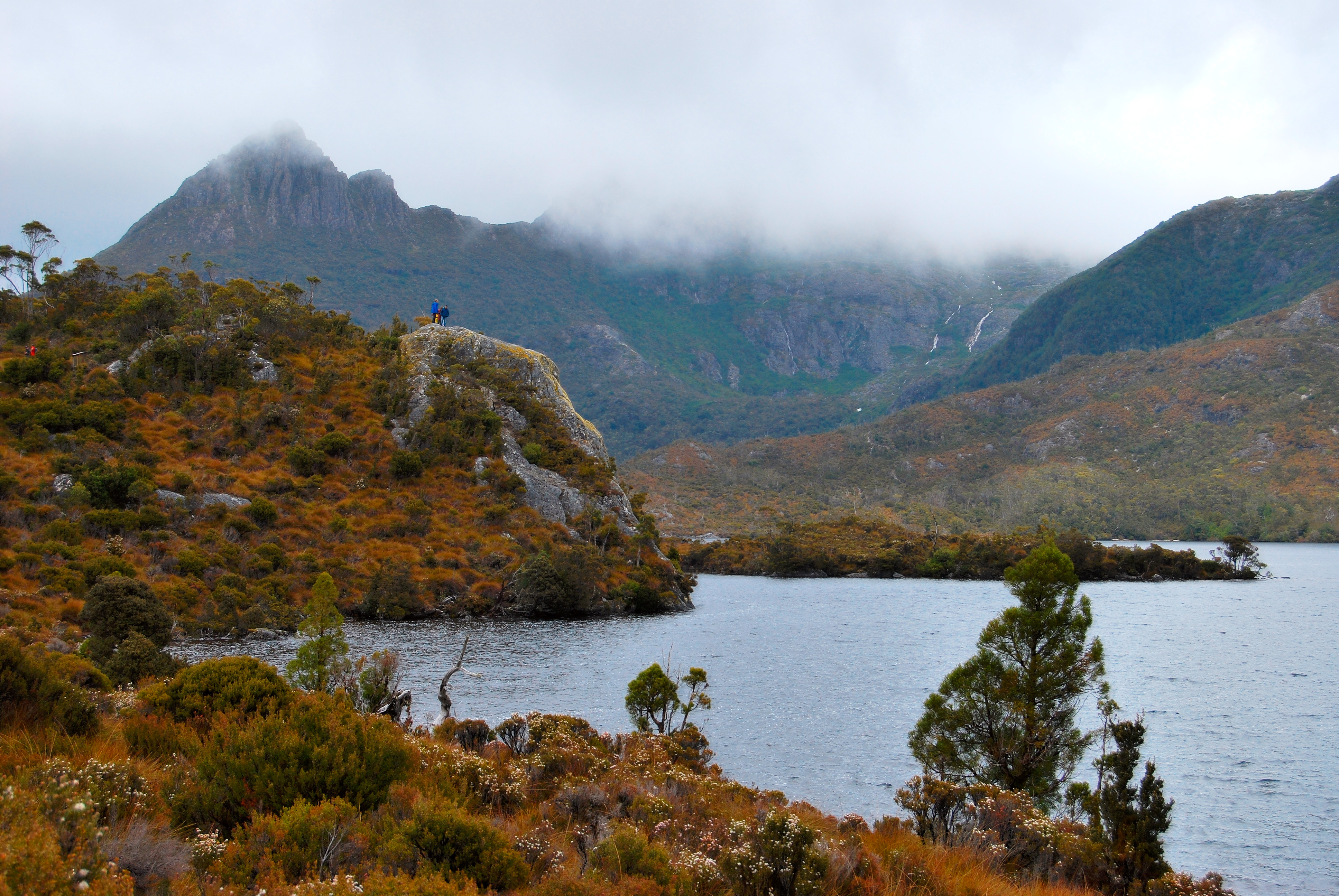
Озеро Дов и гора Крейдл в тумане
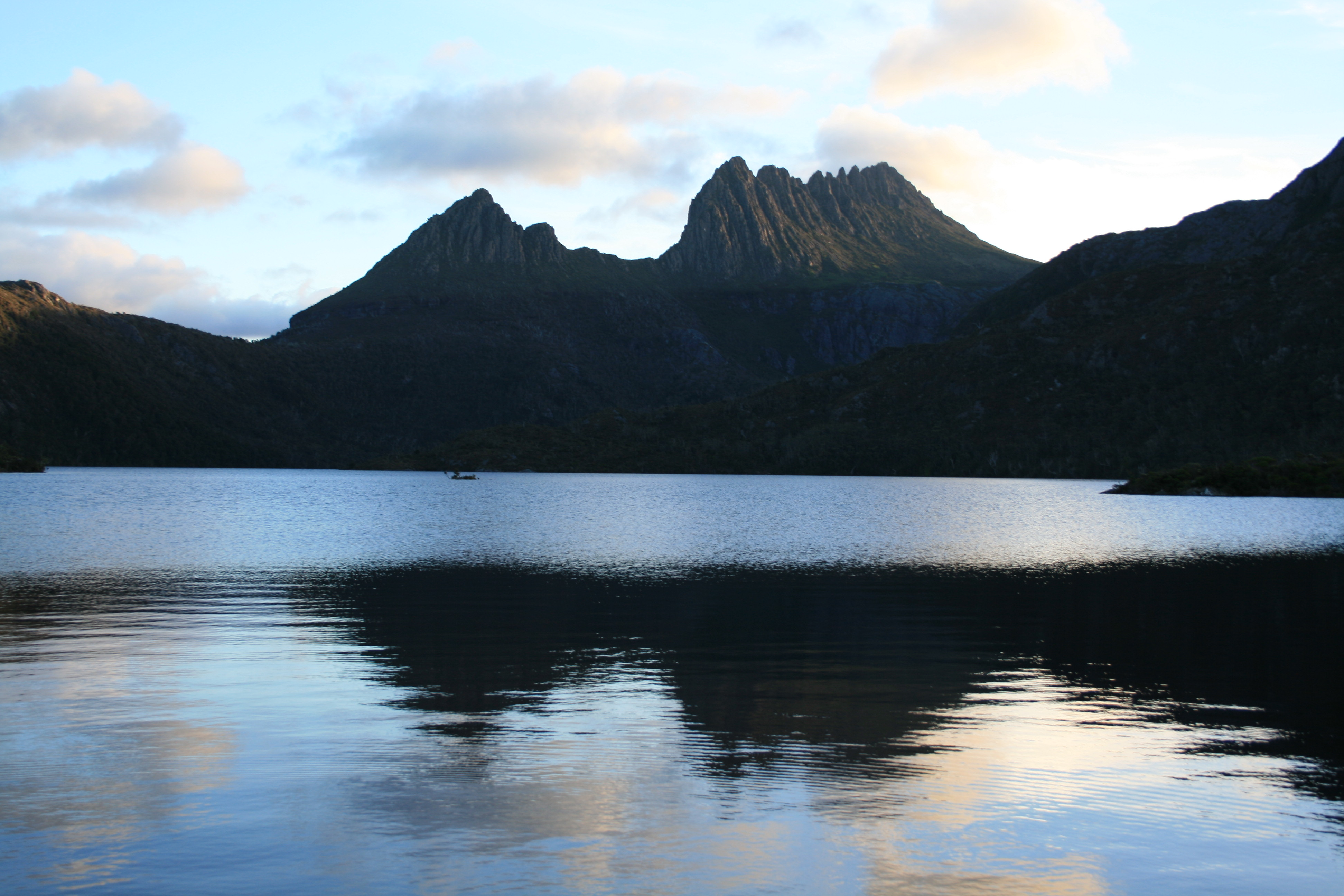
Озеро Дов и гора Крейдл на закате